# علمني كيف أنساك (مسلسل)
علمني كيف أنساك هو مسلسل كويتي يتحدث عن حالة الخيانة التي من قِبل الزوج، وحياة الأبناء بعد الطلاق ووضعهم مع زوجة ابيهم، أنتج 2010 وعرض 1 أغسطس 2011 من تأليف إيمان سلطان وإخراج منير الزعبي.

## فريق الممثلين
| الممثلين                                                                   |
| -------------------------------------------------------------------------- |
| أسمهان توفيق بدور أم سارة "ضيفة شرف"                                       |
| هدى حسين بدور سارة طليقة علي                                               |
| إلهام الفضالة بدور ندى زوجة علي                                            |
| محمد العجيمي بدور سعود أخو سارة                                            |
| خالد أمين بدور علي                                                         |
| سلمى سالم بدور بدرية اخت سارة                                              |
| ملاك بدور هند بنت سعود                                                     |
| مها محمد بدور مها زميلة ندى وزوجة صلاح                                     |
| نجوى الكبيسي بدور ديمة ابنة علي وسارة وتوأم دانا "اختارت العيش مع والدتها" |
| عبد الله بهمن بدور الكابتن صلاح زميل علي                                   |
| نواف النجم بدور مهند ابن سعود                                              |
| حلا بدور دانا ابنة علي وسارة وتوأم ديمة "اختارت العيش مع والدها"           |
| فهد باسم بدور فهد ابن ندى "بعدما كَبُر"                                      |
| هنوف السعدون بدور زينة ابنت مها وصلاح                                      |
| طلال باسم بدور فهد ابن ندى "عندما كان صغيرا"                               |
| نواف القريشي بدور عدنان طليق ندى وأبو فهد                                  |
| أمل محمد بدور زوجة سعود                                                    |
| محمد الوادي بدور عادل زوج دانا                                             |
| أمل محمد بدور زوجة سعود                                                    |
| أحمد حبيب بدور رائد                                                        |
| فهد حمود بدور مؤيد ابن سعود                                                |
| أحمد العامر بدور أبو سارة "ضيف شرف"                                        |
| سعاد سلمان بدور أم رائد وزميلة بدرية "ظهور بسيط"                           |
| ليلى عبد الله بدور شيخة زميلة هند بالجامعة "ظهرت في الحلقة 15 بدور بسيط"   |